# Lurs
Lurs är en kommun i departementet Alpes-de-Haute-Provence i regionen Provence-Alpes-Côte d'Azur i sydöstra Frankrike. Kommunen ligger  i kantonen Peyruis som ligger i arrondissementet Forcalquier. År 2022 hade Lurs 373 invånare.

## Befolkningsutveckling
Antalet invånare i kommunen Lurs
Referens: INSEE